# Idstein
Idstein är en stad i Rheingau-Taunus-Kreis i det tyska förbundslandet Hessen. Idstein har cirka 26 000 invånare.

## Indelning
Idstein  har tolv distrikt: Dasbach, Ehrenbach, Eschenhahn, Heftrich, Idstein Kernstadt, Kröftel, Lenzhahn, Niederauroff, Nieder-Oberrod, Oberauroff, Walsdorf och Wörsdorf. Alla utom Idstein Kernstadt var tidigare kommuner som uppgick i Idstein mellan 1971 och 1977.